# KazEnergoKabel
KazEnergoKabel (russisch Казэнергокабель) ist ein Kabelhersteller in Kasachstan mit Unternehmenssitz in Pawlodar. Es bietet mehr als 6000 verschiedene Produkte an und ist der größte Kabelhersteller Kasachstans.
Das Unternehmen KazEnergoKabel wurde 1994 gegründet. Erst 1999 begann die kommerzielle Produktion von Kabeln und Drähten in großem Umfang.
Die Produktpalette des Unternehmens umfasst alle Arten von Niederspannungskabel, Aluminiumkabel, Kupferkabel und Telefonkabel. Die hergestellten Kabel werden unter anderem nach Deutschland, Israel, Russland und in die Ukraine exportiert.